# Сръбска радикална партия на Република Сръбска
Сръбска радикална партия на Република Сръбска (на сръбски: Српска радикална странка Републике Српске — СРСРС) е националистическа политическа партия на сърбите в Босна и Херцеговина, ръководена от Миланко Михайлица.

## История
Партията е основана на 12 февруари 1992 г. в Баня Лука като клон на Сръбската радикална партия, като за неин председател е избран Никола Поплашен.
На изборите през 1993 г. партията е 2-ра по популярност в Република Сръбска след Сръбската демократическа партия. През 2002 г. партията печели 4 места в Народното събрание на Република Сръбска, през 2006 г. - 2 места, а през 2010 г. – 1 място.
На 4 ноември 1998 г. партията излъчва президент на Република Сръбска – Никола Поплашен.